# 포코
포코(Poco)는 1968년 결성된 미국의 록 밴드이다.
버펄로 스프링필드의 구성원이었던 리치 퓨레이와 짐 메시나, 그리고 러스티 영을 주축으로 결성되었다.
1978년작 《Legend》가 〈Heart of the Night〉 · 〈Crazy Love〉로 큰 호응을 받았으며, 돈 깁슨의 노래 〈Sea of Heartbreak〉를 커버하기도 했다.
이글스의 티머시 B. 슈밋과 엘튼 존 밴드의 킴 불러드가 포코를 거쳐갔다.

## 정규 음반
- Pickin' Up the Pieces (1969)
- Poco (1970)
- From the Inside (1971)
- A Good Feelin' to Know (1972)
- Crazy Eyes (1973)
- Seven (1974)
- Cantamos (1974)
- Head over Heels (1975)
- Rose of Cimarron (1976)
- Indian Summer (1977)
- Legend (1978)
- Under the Gun (1980)
- Blue and Gray (1981)
- Cowboys & Englishmen (1982)
- Ghost Town (1982)
- Inamorata (1984)
- Legacy (1989)
- Running Horse (2002)
- All Fired Up (2013)